# País de Saut
El País de Saut (en occità País de Saut, en francès Pays de Sault) és un Parçan o comarca d'Occitània situada al Llenguadoc. Es tracta d'un altiplà situat entre 990 i 1.010 metres sobre el nivell del mar, al cor dels Pirineus, al nord, nord-est i est de la comarca del Donasà. Agrupa diferents municipis, dels quals el més important és Bèlcaire, que també es cap del cantó homònim.
Segons la proposta de divisió territorial d'Occitània del diari Jornalet, basada en l'obra de Frederic Zégierman Le Guide des pays de France, el País de Saut estaria ubicat a la regió del Llenguadoc, subregió del Baix Llenguadoc.
Aquesta petita comarca natural està situada entre els parçans del Donasà al sud, el Sabartès a l'oest, el país d'Olmés al nord-oest, el Rasès al nord, les corberes al nord-est i la Fenolleda a l’est.
Oficialment, els municipis del País de Saut estan adscrits administrativament al sud del departament francès de l'Aude.

## Geografia
El País de Saut està format per tres altiplans:
- l'altiplà meridional, al voltant de Ròcafòrt de Saut;
- l'altiplà petit, al voltant de Redoma; i
- l'altiplà gran, al voltant d'Espesèlh.

Aquests altiplans estan creuats per diverses falles, com el Carcanet, les gorges de Sant Jòrgi o les de Pèira de Les. A certa alçada, el paisatge està dominat pels boscos d'avets i les pastures. El riu que travessa la regió és el Rebentin.

## Llista de vilatges
| Altiplà gran                                                                                 | Vall del Rebentin                                               | Altiplà petit                                                                                               | Vall de l'Aude                                      | Altiplà meridional                                                              |
| -------------------------------------------------------------------------------------------- | --------------------------------------------------------------- | --- | --------------------------------------------------- | ------------------------------------------------------------------------------- |
| Bèlcaire Ròcafuèlh Espesèlh Camurac Comuns Pradas Montalhon Belvis la Pèira Codons Quirbajon | Marçan Jocon Bèlfort de Rebentin Niòrt de Saut Merial la Fajòla | Redoma Calhens Nunés Masubi Galinagas Aunat Beceda de Saut al Clat Artigas Calhan Fontanes Campanha de Saut | Gessa los Banhs de Carcanièra los Banhs d'Escolobre | Escolobre el Bosquet Santa Colomba de Ròcafòrt Ròcafòrt de Saut Bulhac Conòsols |

## Història
El nom de Saut prové del llatí saltus, que vol dir bosc, terra de conreada, cosa que es pot comprovar amb els altiplans plens de boscos.
Antic vescomtat, la capital era el poble de Niòrt de Saut, pertanyia als barons de Niòrt i fou un lloc on es va desenvolupar el catarisme, fins a la caiguda del castell de Niòrt l'estiu del 1255.

## Economia
Les activitats principals són la silvicultura i la ramaderia bovina.